# Alex McLeish
Alexander McLeish (21 de enero de 1959 en Glasgow, Escocia), más conocido como Alex McLeish, es un exfutbolista y entrenador escocés, y actualmente está libre tras dejar la selección de Escocia.
McLeish había entrenado a Motherwell Football Club, Hibernian Football Club y Rangers Football Club en Escocia; la selección escocesa y el club inglés Birmingham City Football Club antes de fichar por el Aston Villa el 17 de junio de 2011. Cuando era futbolista, ganó trofeos escoceses y europeos durante 493 partidos de liga con el Aberdeen Football Club, y jugó 77 partidos para la Selección de Escocia, el tercer jugador con más apariciones detrás de Kenny Dalglish y Jim Leighton.

## Carrera como futbolista

### Con clubs
McLeish jugaba en las categorías inferiores del Glasgow United y fichó por el Aberdeen Football Club el día después de ganar una copa local en 1976. Jugó su primer partido con el Aberdeen el 2 de enero de 1978 contra el Dundee United. Su primera final fue la Copa de la Liga de Escocia de la temporada 1978-79. Entrenó para Alex Ferguson, el Aberdeen perdió contra el Rangers FC el 31 de marzo de 1979.
La temporada siguiente el Aberdeen ganó la Premier League de Escocia. El 22 de mayo de 1982, en su 200˚ partido, McLeish marcó el primer gol para el Aberdeen en la final de la Copa de Escocia de 1982. Ganó 4-1 contra el Rangers en Hampden Park. Por eso, el Aberdeen se clasificó para la Recopa de Europa de la temporada siguiente, y ganó la final en Gotemburgo, Suecia, contra el Real Madrid. Ganó además la Copa de Escocia contra Rangers y la Supercopa de Europa de 1983 contra el Hamburger SV. En 1984 ganó su tercera Copa de Escocia, contra el Celtic Football Club, y la liga también. En 1990 McLeish fue elegido como Futbolista del Año en Escocia, una temporada en la que ganó las dos copas escocesas.

### Internacional
El primer de los 77 partidos de McLeish para la Selección de fútbol de Escocia fue el 26 de marzo de 1980 contra Portugal en Hampden Park en la clasificación para el Campeonato de Europa de 1980, y ganó 4-1. McLeish fue miembro del equipo escocés durante la Copa Mundial de Fútbol de 1982 en España, y jugó un partido de la fase de grupos en Sevilla contra Brasil. También Jugó un partido de la fase de grupos en la Copa Mundial de Fútbol de 1986 en Nezahualcóyotl, México, contra Dinamarca. Su 50˚ partido fue como capitán contra Luxemburgo el 2 de diciembre de 1987 en la clasificación para el Campeonato de Europa de 1988. McLeish formó también parte del equipo escocés durante la Copa Mundial de Fútbol de 1990 en Italia y jugó los tres partidos de la fase de grupos. El 17 de febrero de 1993 fue capitán en su último partido, contra Malta en Hampden Park en la clasificación para la Copa Mundial de Fútbol de 1994.

## Carrera como entrenador

### Motherwell e Hibernian
McLeish pasó su última temporada como jugador con el Motherwell Football Club en 1993-94 y acto seguido pasó a ser el entrenador. En su primera temporada (1994-95), el Motherwell fue subcampeón de liga, a quince puntos del Rangers. Las dos temporadas siguientes no tuvieron tan éxito y en 1998 McLeish fichó por el Hibernian Football Club, relegado a la Primera División de Escocia la temporada anterior. Con McLeish como entrenador, el Hibernian ganó la segunda división la temporada 1998-99 con 23 puntos de diferencia respecto al Falkirk Football Club. Al final de la temporada 2000-01, en la Scottish Premier League, Hibernian terminó en el tercer puesto y perdió la final de la Copa de Escocia contra el Celtic Football Club el 27 de mayo de 2001.

### Rangers
El 13 de diciembre de 2001 McLeish fichó por el Rangers Football Club, recomendado por su anterior entrenador, el neerlandés Dick Advocaat. Ganó las dos copas escocesas: la Copa de la Liga de Escocia contra el Ayr United Football Club el 17 de marzo de 2002 y la Copa Liga de Escocia contra su rival, el Celtic FC, el 4 de mayo. La temporada posterior (2002-03), el Rangers ganó el triplete de la Premier League de Escocia, Copa de la Liga de Escocia, y finalmente la Copa de Escocia por 1-0 contra el Dundee Football Club el 31 de mayo en Hampden Park. Sin embargo, Rangers no ganó ningún título la temporada 2003-04 pero McLeish mejoró el equipo el 10 de mayo de 2004 cuando fichó al delantero croata Dado Pršo del AS Monaco, subcampeón de la Liga de Campeones de 2004. El 22 de mayo de 2005 Rangers ganó la liga después de ganar su último partido contra el Hibernian Football Club mientras que el Celtic perdió contra el Motherwell Football Club.

## Honores personales
En 2005 McLeish fue elegido en el Salón de la Fama de Fútbol Escocés. El 3 de julio de 2008 McLeish fue dado un doctor Honoris Causa por la Universidad de Aberdeen, debido a sus servicios al fútbol escocés como jugador y entrenador.